# Jim Sinclair
Jim Sinclair (Lamesa, octubre de 1940) es una persona activista del movimiento por los derechos del autismo. En 1992 formó Autism Network International (ANI) junto a sus compañeras autistas Kathy Lissner Grant y Donna Williams. Sinclair ocupó la coordinación de ANI desde su fundación.

## Biografía
Sinclair ha afirmado que no empezó a hablar hasta los 12 años. Sinclair fue criado como una niña, y describe tener un cuerpo intersexual. En una introducción en 1997 a la Sociedad Intersex de América del Norte, Sinclair escribió: "Soy abierta y orgullosamente neutral, tanto física como socialmente".
En 1989, la presentadora de un programa de entrevistas estadounidense Sally Jessy Raphael entrevistó a Toby (alias de Sinclair), quien entonces se describía como una persona andrógina y no sexual.
En 1998, Sinclair estudió un posgrado de terapia psicológica de rehabilitación en la Universidad de Siracusa en Syracuse, Nueva York. Nunca llegó a encontrar trabajo en ese campo a pesar de poseer los conocimientos y calificaciones necesarias, probablemente debido a su postura radical sobre el autismo y la neurodiversidad.
Sinclair fue la primera persona en postularse a favor de los derechos de las personas autistas.

## Puntos de vista
Sinclair escribió el ensayo "Don't Mourn for Us" (1993) con una perspectiva anticura sobre el autismo. Muchas personas consideran este ensayo como el inicio de un incipiente movimiento por los derechos del autismo, y ha sido mencionado en The New York Times y New York Magazine.

El autismo no te ha robado un hijo. A ese hijo lo has perdido porque el hijo que esperabas nunca llegó a existir. Eso no es culpa del hijo autista que sí existe, y no debería ser responsabilidad nuestra. Necesitamos y merecemos tener familias que nos vean y nos valoren por lo que somos, no familias cuya visión de nosotros se vea oscurecida por los fantasmas de los niños que nunca existieron. Llora si quieres, por tus propios sueños perdidos. Pero no llores por nosotros. Estamos vivos. Existimos.

—Jim Sinclair, "Don't Mourn for Us", Our Voice, Vol. 1, No. 3, 1993

Sinclair también expresa su frustración con el doble estándar al que se enfrentan las personas autistas, como que les digan que su persistencia es algo "patológico" mientras que las personas neurotípicas son elogiadas por su dedicación lo que ellos consideran importante.
Sinclair es la primera persona autista documentada en rechazar el lenguaje people-first.

## Autreat
Sinclair estableció y dirigió Autreat, el primer encuentro dirigido únicamente por autistas, durante quince años tras asistir a conferencias que estaban más centradas en padres de niños autistas y profesionales. Tanto Sinclair como otros adultos autistas describen estas conferencias como aislantes y deshumanizantes. Autreat prioriza explícitamente las necesidades autistas, con programas como un panel "Pregunte a un neurotípico".